# 까르마 빡씨
까르마 빡씨(ཀརྨ་པཀྴི།, Karma Pakshi, karma pak+shi, 1204/6년~1283년)는 티베트 불교 까귀파 까르마 까귀파의 2대 까르마빠이다. 까르마 빡씨는 6세에 글자를 깨치고 10세 무렵에는 경전을 익히며 불법과 명상을 깊게 이해한 신동으로 알려졌다. 그의 스승인 뽕닥빠(spong-brag-pa)는 1대 까르마빠인 뒤쑴 켼빠의 영적 후계자인 도괸 래첸('gro-mgon-ras-chen, 1148~1218)으로부터 까귀파의 가르침을 전수받았다. 뽕닥빠는 기이한 조짐을 보고, 자신이 데리고 있던 아이가 뒤쑴 켼빠의 환생인 것을 알게 되었다고 한다.
젊은 까르마 빡씨는 이미 깨달음을 얻은 상태였기에 큰 노력 없이 많은 가르침을 체득하였고, 글을 한 번만 읽어도 내용을 익힐 수 있었다고 한다. 하지만 뽕닥빠는 전통적인 관정을 통해 모든 가르침을 정식으로 전수하는 것을 중시하여 관정의 계보가 끊이지 않게 하였고, 이는 이후로도 이어졌다. 후대의 까르마빠들 역시 어린 시절부터 명석했더라도 정식으로 전승을 받아야 했다.

## 외부 자료
- An Introduction to the Life of Karma Pakshi (1204/6-1283), by Charles Manson, Bodleian Library Tibetan subject consultant librarian. Bulletin of Tibetology
- Sorensen, Michelle (April 2011). 〈The Second Karmapa, Karma Pakshi〉. 《The Treasury of Lives: Biographies of Himalayan Religious Masters》. 2013년 8월 9일에 확인함.
- "The Second Karmapa, Karma Pakshi: Tibetan Mahasiddha" by Charles Manson.
- Recording at Library of Congress, Washington DC, of Charles Manson on "Karma Pakshi and Two Mongol Emperors: Genesis of the Reincarnate Lamas Tradition". Recorded 11th January 2023.

| 전 임 뒤쑴 켼빠 | 제2대 까르마빠 1204년 ~ 1283년 | 후 임 랑중 도르제 |

1. ↑  , 87.